# Geordie (muziekgenre)
Geordie is een muziekstijl ontstaan in Geordieland, de Noordoost-Engelse streek rondom Newcastle upon Tyne, waar het klimaat vrij koud, nat en ruw is en het grootste deel van de arbeidersbevolking afhankelijk was van zware industrieën (scheepsbouw, metaalindustrie), visserij en mijnbouw, totdat de vondst van olievelden in de Noordzeebodem de economie begin jaren '70 deed opbloeien.
Cultureel leven speelde zich voornamelijk af in clubgebouwen van vakbonden en in de talrijke pubs. In die clubgebouwen werd voornamelijk fanfare- en swingmuziek gespeeld, hetgeen een voedingsbodem werd voor de latere Northern soul. In de pubs ontstond uit vaudeville, Ierse muziek, boogiewoogie en drinkemansliederen een soort van pubrock, die vermengd werd met blues tot de kenmerkende Geordiesound.
Vertegenwoordigers van het genre zijn:
- Alan Price
- Eric Burdon en The Animals
- Geordie.